# Norbert Verougstraete
Norbert Verougstraete (* 16. Dezember 1934 in Kortrijk; † 17. Februar 2016 ebenda) war ein belgischer Radrennfahrer.

## Sportliche Laufbahn
Verougstraete war im Straßenradsport aktiv. Er war Teilnehmer der Olympischen Sommerspiele 1956 in Melbourne. Im olympischen Straßenrennen kam er beim Sieg von Ercole Baldini auf den 23. Platz. In der Mannschaftswertung im Straßenrennen kam Belgien mit Gustaaf De Smet, Frans Van Den Bosch, François De Wagheneire und Norbert Verougstraete auf den 7. Rang. Seinen ersten internationalen Erfolg hatte er 1954 mit dem zweiten Platz im Rennen Manx International auf der Isle of Man hinter Raymond Charles Booty. 1956 wurde er bei den Straßenradsport-Weltmeisterschaften hinter Frans Mahn Zweiter im Rennen der Amateure.
Von 1957 bis 1959 war er Unabhängiger und Berufsfahrer. 1957 gewann er eine Etappe in der Tour du Sud-Est und wurde Dritter der Gesamtwertung. Er gewann das Eintagesrennen Brüssel–Lüttich in der Klasse der Unabhängigen.